# Exarcado archiepiscopal de Crimea
El exarcado archiepiscopal de Crimea (en ucraniano: Кримський екзархат y en ruso: Крымский экзархат) es una circunscripción eclesiástica de la Iglesia católica en Crimea. Se trata de un exarcado archiepiscopal greco-católico ucraniano, inmediatamente sujeto al archieparca mayor de Kiev-Galitzia. Desde el 13 de febrero de 2014 es sede vacante y su administrador archiepiscopal es el obispo Mychajlo Bubnij, de la Congregación del Santísimo Redentor.

## Territorio y organización

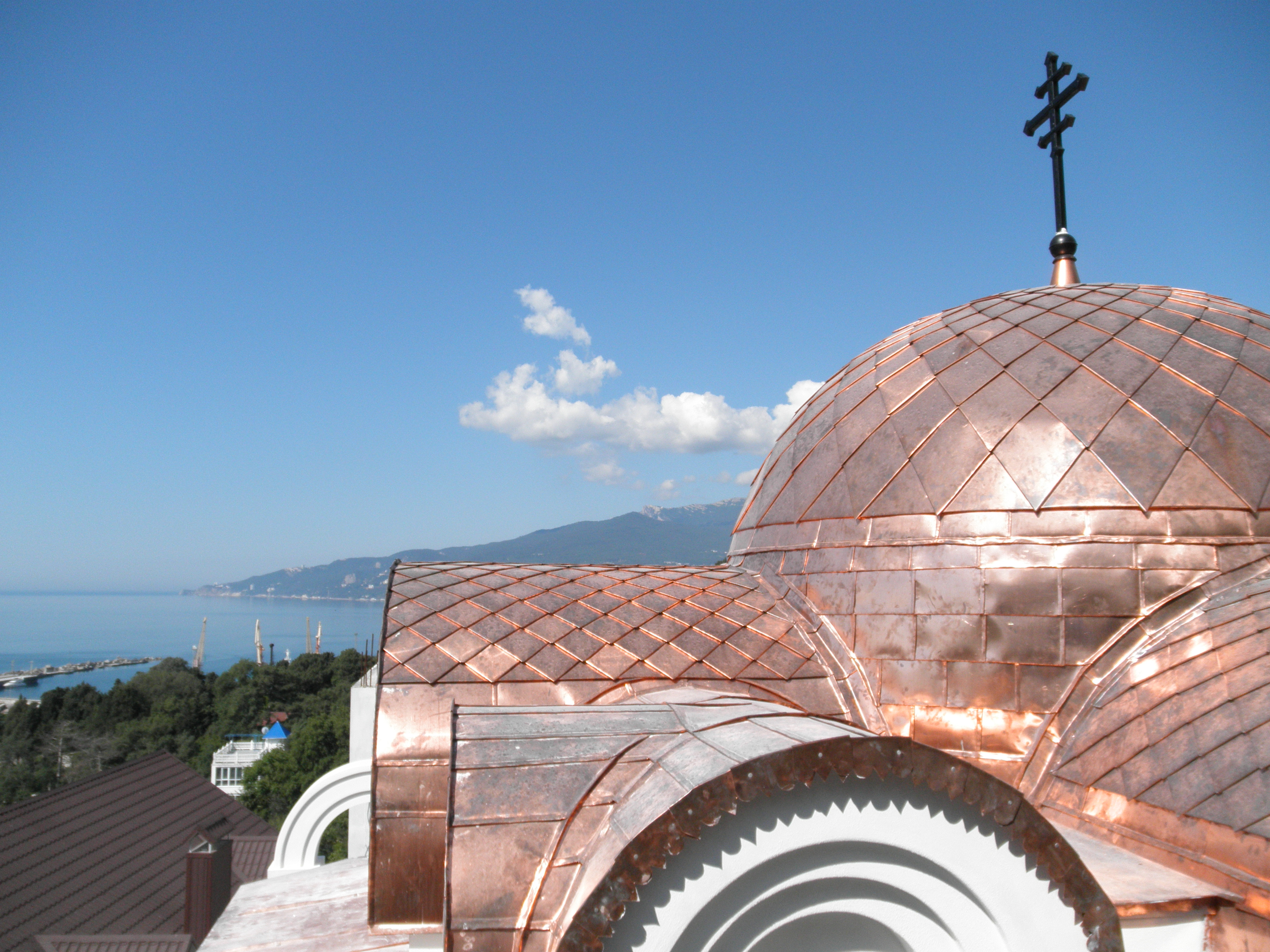
Iglesia de la Santísima Trinidad, en Vidradny (Yalta)

El exarcado archiepiscopal tiene 26 081 km² y extiende su jurisdicción sobre los fieles católicos de rito bizantino greco-católico ucraniano residentes en la península de Crimea, que para Ucrania comprende la República autónoma de Crimea y la ciudad con estatus especial de Sebastopol. Desde su anexión a Rusia en 2014 estos territorios conforman la República de Crimea y la ciudad federal de Sebastopol.
La sede del exarcado archiepiscopal se encuentra teóricamente en la ciudad de Simferópol, en donde se halla la iglesia de San Josafat que fue designada catedral. Sin embargo, debido a que la erección del exarcado archiepiscopal y la ocupación rusa se produjeron casi en simultáneo, no fue posible nombrar un exarca archiepiscopal para Crimea y el exarca archiepiscopal de Odesa continuó administrando el decanato de Crimea como administrador archiepiscopal con sede en Odesa. El 22 de diciembre de 2014 la Santa Sede nombró al párroco de Eupatoria, Bohdan Kostecki, como delegado del distrito pastoral de la Iglesia católica en Crimea para los creyentes del rito oriental, estableciendo formalmente para la ley rusa la Iglesia católica de rito bizantino en Crimea, separada de la Iglesia greco-católica ucraniana y bajo dependencia directa de la Secretaría de Estado de la Santa Sede. La relación de facto con el administrador archiepiscopal no está aclarada.
En 2020 en el exarcado archiepiscopal existían 6 parroquias:
- Protección de la Santísima Virgen, en Eupatoria
- Asunción de la Santísima Virgen, en Sebastopol
- Apóstoles Iguales Príncipe Vladimir y Princesa Olga, en Kerch
- San Josafat, en Simferópol
- Transferencia de las Reliquias de San Nicolás el Taumaturgo, en Yalta

## Historia
La parroquia de la Asunción de la Santísima Virgen María, en Sebastopol, se registró de facto el 19 de agosto de 1991, en vísperas del colapso de la URSS, y se considera la primera comunidad de la Iglesia greco-católica ucraniana fundada en el territorio de la península de Crimea.
El exarcado archiepiscopal de Crimea fue erigido el 13 de febrero de 2014 por el archieparca mayor de Kiev-Galitzia con el consentimiento del Sínodo de Obispos, separando territorio del exarcado archiepiscopal de Odesa-Crimea, que a la vez fue denominado exarcado archiepiscopal de Odesa. 
A consecuencia de los sentimientos antiucranianos de la población prorrusa, debido a la anexión de Crimea por la Federación Rusa en marzo de 2014, una parte de los fieles y todos los sacerdotes abandonaron el exarcado archiepiscopal y el exarca no fue nombrado. La Federación Rusa impuso en Crimea sus restricciones religiosas, que exigen el registro de todos los feligreses, la no admisión a los servicios religiosos de personas ausentes de las listas parroquiales, prohibición de celebrar servicios religiosos fuera de la iglesia y de publicar hechos de la vida de la comunidad religiosa, que pueden interpretarse como "actividad misionera ilegal", etc. El 15 de marzo de 2014, en Sebastopol, las fuerzas de seguridad rusas secuestraron al sacerdote de la parroquia de la Asunción de la Santísima Virgen María, capellán jefe de la Armada de Ucrania, Mykola Kvych, después del servicio religioso. Al día siguiente fue expulsado de Crimea.
Meses después algunos sacerdotes pudieron regresar a Crimea. El 22 de diciembre de 2014 la Santa Sede nombró al padre Bohdan Kostecki como delegado del distrito pastoral de la Iglesia católica en Crimea para los creyentes del rito oriental. Después de la reunión del presidente ruso Vladímir Putin con el papa Francisco en 2015, se ofreció a los greco-católicos ucranianos en Crimea volver a registrarse bajo la ley rusa, pero no como parte de la Iglesia greco-católica ucraniana, ya que los nombres "ucraniana" y "greco-católica" ya no serían aceptados en la Crimea rusa. En 2016 las parroquias de Sebastopol, Kerch, Yalta, Simferópol y Eupatoria se vieron obligadas a volver a registrarse sin las palabras vetadas como exarcado de la Iglesia católica de rito bizantino, que está sujeto directamente a la Secretaría de Estado del Vaticano. A partir de 2017 estas parroquias fueron atendidas por 2 sacerdotes. Formalmente, para las autoridades rusas existe la Iglesia católica de rito bizantino en Crimea, sin conexión con la Iglesia greco-católica ucraniana.

## Estadísticas
Según el Anuario Pontificio 2021 el exarcado archiepiscopal tenía a fines de 2020 un total de 1390 fieles bautizados.
| Año                                                                             | Población            | Población | Población      | Sacerdotes | Sacerdotes    | Sacerdotes    | Bautizados por sacerdote | Diáconos permanentes | Religiosos | Religiosos | Parroquias |
| Año                                                                             | Bautizados católicos | Total     | % de católicos | Total      | Clero secular | Clero regular | Bautizados por sacerdote | Diáconos permanentes | Varones    | Mujeres    | Parroquias |
| ------------------------------------------------------------------------------- | -------------------- | --------- | -------------- | ---------- | ------------- | ------------- | ------------------------ | -------------------- | ---------- | ---------- | ---------- |
| 2014                                                                            |                      | 24 074    |                | 5          | 1             | 6             | 4012                     |                      |            |            | 11         |
| 2018                                                                            | 2000                 |           |                | 2          | 1             | 1             | 1000                     | 1                    | 1          | 2          | 12         |
| 2020                                                                            | 1390                 |           |                | 8          | 2             | 6             | 173                      | 1                    | 6          | 2          | 6          |
| Fuente: Catholic-Hierarchy, que a su vez toma los datos del Anuario Pontificio. |                      |           |                |            |               |               |                          |                      |            |            |            |

## Episcopologio
- - Sede vacante, desde 2014
  - Mychajlo Bubnij, C.SS.R. desde el 13 de febrero de 2014 (administrador archiepiscopal)